# Геймергейт
«Геймергейт» (англ. GamerGate) — довга низка скандалів в англомовній пресі, що почалася в серпні 2014 року з розслідування корупції у відеоігровій журналістиці. Згодом тема скандалу дуже швидко змінилася на обговорення мізогінії і сексизму в культурі відеоігор. Назва «GamerGate» побудована поєднанням англійського слова «gamer» (гравець) з суфіксом «-gate» (за аналогією з Вотергейтським скандалом), і набула популярності (спочатку у вигляді хештегу #GamerGate) з подачі актора Адама Болдвіна.

## Зав'язка скандалу

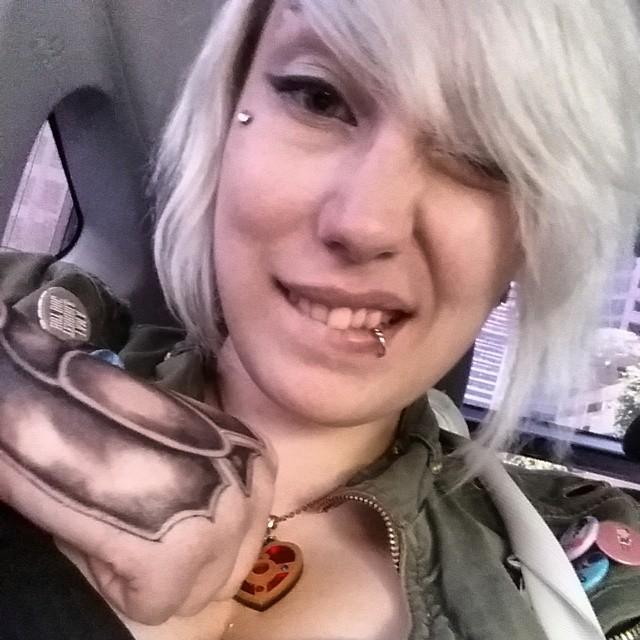
Зої Куїнн

Як вважається, #GamerGate почався в середині серпня 2014 р. з посту [Архівовано 28 червня 2019 у Wayback Machine.] в блозі Ерона Гжоні (англ. Eron Gjoni), розробника ігор. У ньому він стверджував, що його колишня дівчина Зої Куїнн (англ. Zoe Quinn) зрадила йому з Натаном Грейсоном (англ. Nathan Grayson, журналіст сайту про відеоігри Kotaku), і ще з кількома представниками ігрової журналістики — нібито для того, щоб отримати позитивні критичні відгуки про свою гру Depression Quest.
Сама Зої Куїнн — незалежний розробник ігор з Нью-Йорка (нині живе в Канаді), відома своєю ексцентричною поведінкою (зокрема, вона захоплюється модифікаціями тіла, і навіть імплантувала програмований чип у свою руку). Depression Quest — перша гра її власної розробки, що розповсюджується безкоштовно через Steam, починаючи з лютого 2013 року. За словами розробника, гра заснована на її власній історії боротьби з клінічною депресією. Depression Quest отримав переважно дуже позитивні відгуки від професійних видань, але різко негативні — від гравців.
Пост Ерона Гжоні незабаром після публікації привернув великий інтерес користувачів 4chan і Reddit, в результаті чого особисті дані Зої Куїнн були опубліковані у відкритому доступі, її блог на Tumblr був зламаний, а сама вона отримала масу погроз (зокрема їй погрожували вбивством і зґвалтуванням). За її словами, через ці загрози їй довелося змінити місце проживання. Ці погрози привернули до #GamerGate увагу великих новинних видань, феміністичних організацій і людей, які чутливо ставляться до проявів тих чи інших форм дискримінації, останніх стали називати «воїнами соціальної справедливості» (англ. social justice warriors).
Незабаром після посту про Зої в американській відеоігровій пресі почали проявляти активність опозиційно налаштовані гравці, які виражали негативну позицію щодо фемінізму, ЛГБТ та інших форм епідемії політкоректності. Хоча кількість таких гравців була відносно невелика, вони стали приводом для численних публікацій з критикою ігрової спільноти в цілому, яку звинуватили у створенні середовища нетерпимості і жінконенависництва. У свою чергу багато гравців, особливо тих, що не знали про скандал до того, як вони побачили ці статті, сприйняли критику як атаку на геймерську культуру і звинуватили журналістів у неетичній поведінці стосовно своєї аудиторії. Феміністки ж сприйняли реакцію гравців як небажання визнавати проблеми нетерпимості всередині ігрової спільноти. Ці події послужили каталізатором основного конфлікту.
Прихильники #GamerGate стали звинувачувати журналістів і критиків у неетичній поведінці і налаштуванні своєї аудиторії проти ігрової спільноти в цілому, хоча проблема полягала в невеликій групі радикально налаштованих гравців. Гравці стали звертати увагу на те, що критики залишали завищені оцінки ігор, які в тій чи іншій мірі зачіпають соціальні теми і несправедливість, одночасно занижуючи оцінки ігор з цінником AAA. Багато видань відкинули претензії прихильників #GamerGate, вважаючи їх необґрунтованими. Журналісти помітили, що прихильники #GamerGate замість того, щоб конструктивно обговорювати наявні в ігровій спільноті етичні проблеми, заперечують будь-які думки, які розходяться з традиційними цінностями ігрової спільноти. Наприклад, за результатами опитування Pew Research Center у 2015 році, було виявлено, що спільноти мережевих ігор є найбільш ворожими стосовно жінок в інтернеті, де 44 % опитаних визнали, що до чоловіків там ставляться більш товариськи, ніж до жінок. Це різко контрастує з іншими неігровими сайтами та майданчиками для спілкування, де меншу прихильність до жінок відзначали не більше 14 % опитаних.
Інша частина журналістів помітила, що у прихильників #GamerGate був потенціал підняти дискусію навколо значних проблем в ігровій журналістиці та існування в ній корупції. Проте, через те, що на боці #GamerGate було безліч тролів, які розсилають жінкам-розробникам і жінкам-критикам повідомлення з образами та погрозами розправи, вони дискредитували помірних прихильників #GamerGate, які пропонували обґрунтовану і конструктивну критику і були готові йти на діалог. Журналісти ж, користуючись ситуацією, відмовлялися вступати в дискусії з будь-якими прихильниками, визнаючи їх за замовчуванням не об'єктивними, що викривало їх власну упередженість.

## «Social justice warriors»
Термін Social justice warrior або просто «SJW» з'явився в якості інтернет-мема задовго до початку #GamerGate, але почав вживатися в пресі саме завдяки цьому скандалу. В основному під «SJW» мають на увазі блогерів, вихованих у культурі політкоректності та фемінізму третьої хвилі[неавторитетне джерело], і вважають, що боротьба з соціальною несправедливістю зводиться до боротьби з явною чи неявною дискримінацією тих чи інших груп людей. Основні ідеї:
- Політика ідентичності (англ. Identity politics). Порівняно з часами Маркса, коли під боротьбою з соціальною несправедливістю малася на увазі перш за все класова боротьба, в сучасних країнах «першого світу» значно зросла соціальна мобільність і зменшився розрив між бідними і багатими[джерело?]. Як наслідок — на перший план вийшли не класові відмінності, а ті ознаки, які складно або практично неможливо змінити (колір шкіри, стать, сексуальна орієнтація тощо). Політика, спрямована на захист прав таких груп, і стала називатися політикою ідентичності[34]. Про те, як визначити міру, якою та чи інша група піддається гнобленню, мова піде в наступному пункті.
- Теорія привілеїв (англ. Privilege theory). Згідно з цією теорією, навіть якщо яка-небудь соціальна група не зазнає дискримінації офіційно, вона все одно може страждати від відсутності «привілеїв», які мають інші соціальні групи. Для підрахунку рівня привілеїв для якої-небудь соціальної групи складаються списки подібних ситуацій, в яких члени цієї групи можуть зазнати упередженого ставлення (або навпаки, отримати користь) через належність до цієї групи. Пропоненти цієї теорії вважають, що «привілеї» дістаються їх власникам незаслужено, і «привілейовані» групи населення повинні так чи інакше компенсувати їх менш «привілейованим». У найбільш радикальній інтерпретації представники «привілейованих» груп населення взагалі не мають права на будь-яку критику на адресу «маргіналізованих»/«непривілейованих».
- Взаємозалежність (англ. Intersectionality) — переконання в тому, що різні форми пригнічення тих чи інших груп не існують самі по собі, але перетинаються і підтримують одна одну.

Термін «social justice warrior» — пейоратив і несе зневажливий характер, і зазвичай прихильники перелічених вище ідей самі себе так не називають, хоча є й винятки.

## Подальший розвиток подій

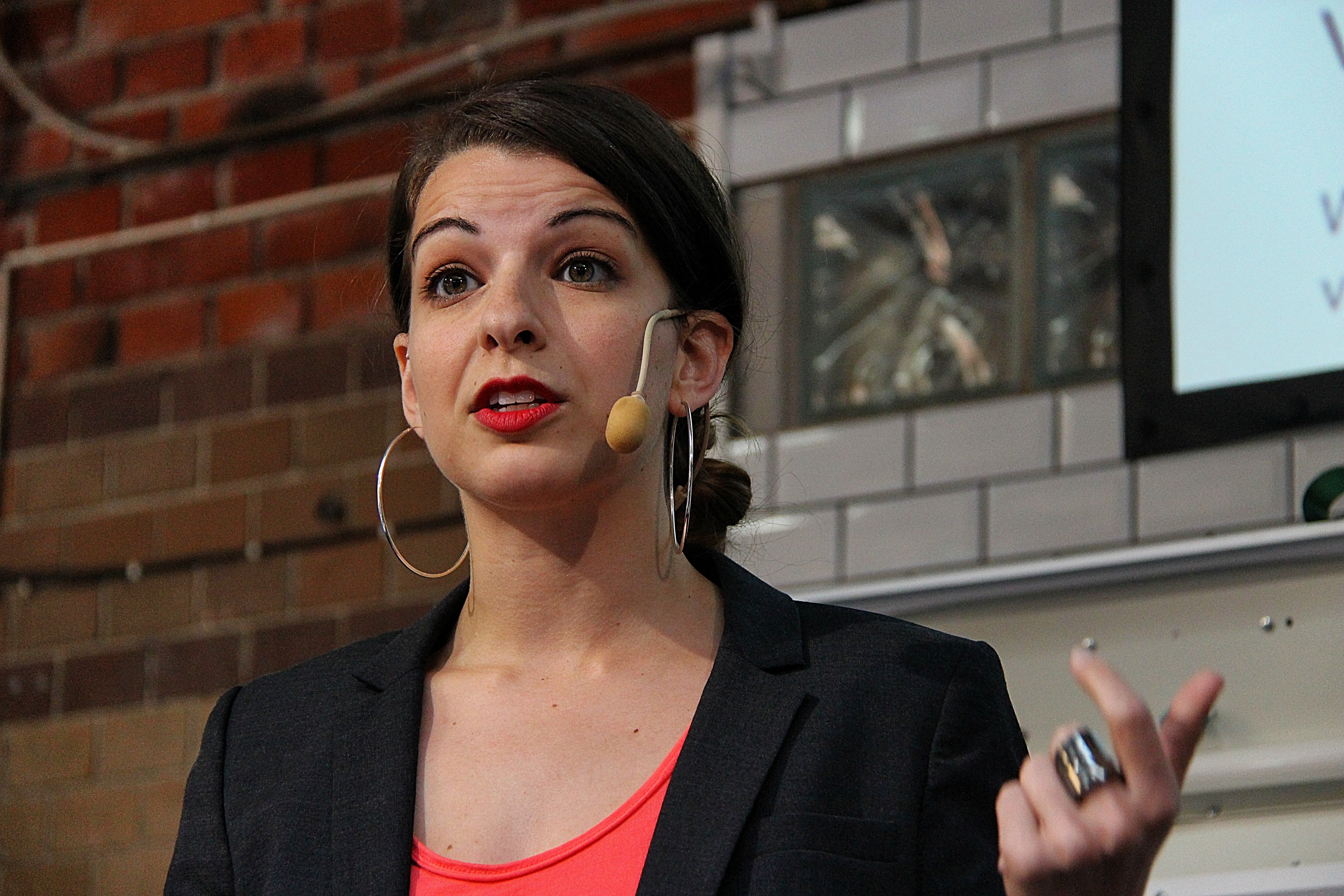
Аніта Саркісян

Наступною у фокус активістів #GamerGate потрапила Аніта Саркісян — відомий блогер і феміністка, яка засудила кампанію цькування Зої Куїнн. Вона також отримувала аналогічні погрози, хоча це почалося ще до геймергейта, після запуску її особистого ток-шоу Feminist Frequency. Пов'язано це з тим, що вона різко критикувала роль жіночих персонажів у комп'ютерних іграх, вважаючи їх надмірно сексуалізованими, і такими, що в цілому виконують лише роль декорацій — що, на її думку, принизливо для жінок. Частина геймерської спільноти відреагувала на її заяви з обуренням, зокрема й тому, що Саркісян, за її власним заявами, не грає у відеоігри і не розбирається в них. По суті, вона побудувала всю свою кар'єру на засудженні засад ігрової спільноти з позиції стороннього спостерігача і навіть змогла зібрати 158 тисяч доларів на випуск п'яти епізодів свого шоу (при необхідних 6 тисячах).

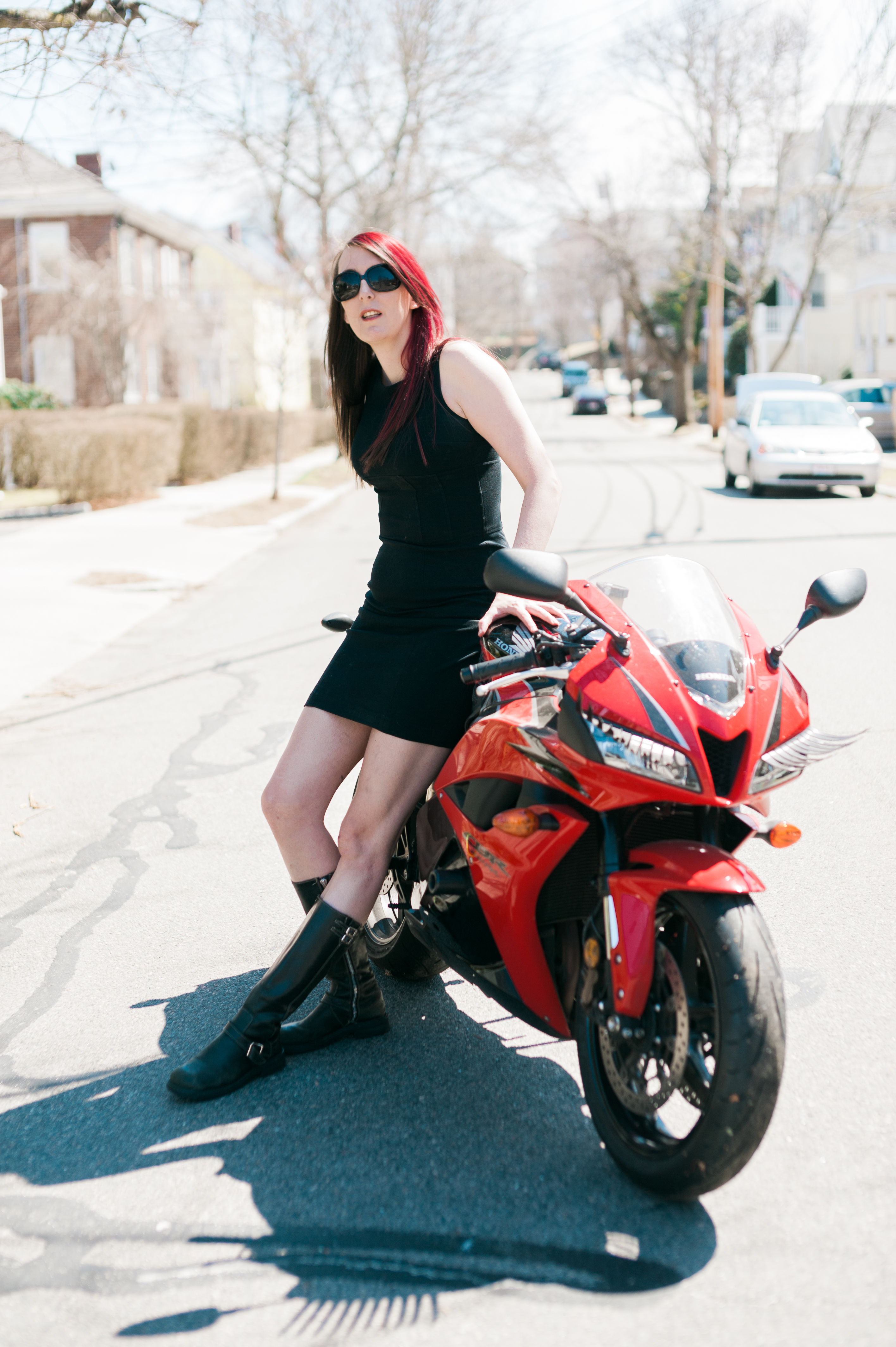
Бріанна Ву

Крім того, значну кількість критики отримала Бріанна Ву (Brianna Wu), співзасновниця студії розробки інді-ігор Giant Spacekat і дружина відомого ілюстратора Френка Ву, яка активно виступала на боці Зої Куїнн у Twitter. Внаслідок цих подій вона вирішила заснувати фонд правового захисту жінок, які вважають себе постраждалими від #GamerGate, а також призначила нагороду в 11000$ за надання інформації, необхідної для кримінального переслідування авторів вищезазначених погроз.
Погрози надходили також і на адресу прихильників #GamerGate; так, зокрема, Стівен Вільямс, більш відомий у Twitter і на Youtube як «Boogie2988», стверджує, що отримував погрози вбивством як на свою адресу, так і на адресу своєї дружини. У травні 2015 року в поліцію Вашингтона надійшли відомості про бомбу, закладену в ресторані, де була запланована зустріч прихильників #Gamergate (зокрема Крістіни Гофф Соммерс і Майло Яннопулоса), які згодом виявилися помилковими.
Практично вся мейнстрімна преса стала на бік супротивників #GamerGate, особливо різко засуджуючи погрози, що надійшли на адресу Куїнн, Саркісян та інших учасників скандалу. Та частина репортерів, яку прихильники #GamerGate вважають належною до числа «social justice warriors», у найкращих традиціях теорій змови вважають, що вся кампанія — не більш ніж спроба так званих «привілейованих білих чоловіків» нав'язати свою думку всій геймерській спільноті і добитися повного видалення феміністичних ідей з культури комп'ютерних ігор. У відповідь на це прихильники #GamerGate з числа жінок і расових меншин запустили новий хештег #notyourshield, під яким засуджували спроби SJW використовувати їх в якості «щита» проти критики своїх ідей. За твердженнями супротивників #GamerGate, акаунти, які взяли участь у кампанії #notyourshield, насправді не належать жінкам або представникам будь-яких меншин, а були сфабриковані користувачами 4chan. Ряд вебсайтів стали масово видаляти коментарі і облікові записи прихильників #GamerGate. У свою чергу противники #GamerGate стали все активніше атакувати спільноту 4chan. Незабаром Крістофер Пул, засновник 4chan заборонив всі обговорення на сайті, пов'язані з gamergate. У результаті прихильники перенесли свою активність на сайт 8chan. За приблизними оцінками видавництва Deadspin, кількість активних прихильників gamergate оцінюється в 10,000 чоловік і саме вони є основними розповсюджувачами хештегу #GamerGate. Багато хто з учасників також створювали підроблені акаунти в Twitter, видаючи себе за вигаданих людей, які підтримують #GamerGate.
Крім того, на початку скандалу прихильники #Gamergate організували на 4chan кампанію зі збору коштів на підтримку організації The Fine Young Capitalists (TFYC), що займається підтримкою незалежних ініціатив у медіа-індустрії (зокрема розробки відеоігор) з позицій фемінізму. TFYC до цього вступали в конфлікт з Зої Куїнн через її критику на адресу організованого TFYC конкурсу розробників відеоігор. У цілому було зібрано близько 5000$, після чого акаунт TFYC на Indiegogo був зламаний, і кампанія була закрита. Видання Vice зазначає, що, на думку деяких коментаторів на 4chan, ця кампанія повинна була посилити PR-позиції прихильників #GamerGate.

## Соціальні та культурні наслідки
Спостерігачі загалом схарактеризували скандал, пов'язаний з gamergate, як різку реакцію на багаторічні спроби ігрової індустрії орієнтуватися виключно на чоловічу ігрову аудиторію, і запізнілу реакцію на зміну демографічної аудиторії — зокрема, збільшення частки гравців-жінок. Зокрема, було відмічено, що прихильники gamergate виявляли упереджене ставлення до жінок-розробників і людей, які займаються соціальною критикою і аналізом відеоігор. Іншу думку висловлює Натаніель Гівенс з видавництва Fist Things, характеризуючи gamergate як реакцію на агресивне просування прогресивного середовища в культуру відеоігор.
Після скандалу уряд США вирішив посилити кримінальну відповідальність проти людей, які загрожують переслідуванням, зґвалтуванням і фізичною розправою в Інтернеті.

### Ксенофобія
Одна з головних ідей прихильників gamergate полягала у неприйнятті цінностей фемінізму. Деякі прихильники заперечували таку думку, хоча й визнавали проблему жінконенависництва в ігровому середовищі. Антонсен, Акс і Карлстром, описуючи скандал gamergate у своїй роботі в журналі Nordic Journal of Science and Technology Studies, зауважили, що його прихильники часто висловлювали ненависть до певних груп людей, особливо до жінок, піднімаючи навіть такі питання, як повне вигнання жінок з ігрової індустрії, середовища, або навіть обмеження їхніх громадянських прав. Джон Стоун на сайті The Guardian описав прихильників gamergate як прихильників право-консервативних цінностей. Було помічено, що, хоча прихильники gamergate активно звинувачували деяких супротивників-феміністок у тому, що вони самі не грають у відеоігри, вони закривали очі на те, що на їхній власний бік стали багато консервативних учених і популістів, які не цікавляться іграми. Кріселла Герцог заявила, що на додаток до ідей «жінконенависництва» прихильники gamergate також часто залишали різкі гомофобні, расистські та неонацистські коментарі.

### Зміна ігрової аудиторії
Скандал gamergate також вважається реакцією на мінливу культурну самобутність геймера, яка на зорі існування відеоігор складалася переважно з молодих чоловіків, що призвело до поняття «традиційного геймера» в США, тобто молодого, гетеросексуального, переважно білого чоловіка, а ігри продовжували створюватися з розрахунком на таку цільову аудиторію. Ще покоління тому відеоігри орієнтувалися на відносно вузьке коло молодих людей, які найімовірніше стикалися з проблемами при спілкуванні з родиною та однокласниками в реальному житті. У відеоіграх та тематичних спільнотах вони знайшли для себе безпечне місце, перебірливе щодо своєї аудиторії. Однак протягом багатьох років зростання популярності ігор розширило аудиторію геймерів, яка включила тих, хто не відповідає демографічним характеристикам «традиційного геймера». Цьому особливо сприяв вихід ігор з художніми, культурними темами, інді-ігор, мобільних і казуальних ігор. Наприклад, щорічне опитування, проведене організацією Entertainment Software Association, показало, що в 2014 році жінки становили 48 % усіх гравців, всупереч поширеній думці прихильників #GamerGate, що ігри є виключною чоловічою територією. Збільшення частки жінок і темношкірих людей в ігровій спільноті розглядається багатьма «традиційними» геймерами, як вторгнення в їхній особистий і єдиний «безпечний простір», звідси й випливає ненависть до даних груп в ігровому середовищі, з цієї причини жінки-гравці та інші групи «нетрадиційних» геймерів знаходяться в найбільш уразливому положенні всередині геймерської спільноти і зазнають частих необґрунтованих образ.

### Вплив мінливої аудиторії на ігри
На цьому тлі, пристосовуючись до нової аудиторії, багато ігор, випущених після 2010 року, стали відмовлятися від традиційних для ігор сюжетних ліній і сетингу, що викликало невдоволення у гравців з кола «традиційно» налаштованих геймерів, особливо щодо відмови від подання жіночого персонажа як сексуального об'єкта, образу діви в біді, а також стосовно демонстрації менш сексуальних, «більш реалістичних» жіночих образів заради залучення жіночої ігрової аудиторії. На тлі скандалу #GamerGate Аніта Саркісян, відома феміністка, яка, за її власними заявами, не грає у відеоігри і не розуміється на них, описала поширені жіночі стереотипи в іграх, критикуючи їх і пов'язуючи з поданням жінки як виключно сексуального об'єкта. Її діяльність вкрай вороже і агресивно зустріли прихильники #GamerGate, а Саркісян стала навіть отримувати погрози з боку деяких гравців. Подібні інциденти призвели до ще більш активних дебатів про панування сексизму в середовищі гравців. Скандал, пов'язаний з #GamerGate, спонукав багатьох ігрових видавців звернути більше уваги на різноманітність ігрової аудиторії, що виходить за рамки «традиційного геймера», і більше працювати над тим, щоб пристосувати свої ігри для більш широкої аудиторії, включаючи жінок і представників сексуальних меншин. Наприклад, в іграх після 2015 року випуску було помітно збільшено кількість жіночих персонажів, у тому числі і головних героїнь, які не постають у сексуальних образах.

### Критика
Частина статей, які підтримують #GamerGate, посилалася на агресивну атаку лівацького суспільства проти ігрової індустрії на тлі того, що вона вже й до скандалу поступово почала змінюватися на користь більш широкої ігрової аудиторії. Також вони посилалися на атаку геймерської культури, спроби її дискредитації і навіть існування теорії змови. Редактор журналу Paste вважає #GamerGate результатом того, що ігрові видавці прагнули розширити демографічну аудиторію замість того, щоб зосередитися на «класичних геймерах», які, на думку журналіста, — «саме те, що необхідно відеоіграм». Брендан Кіо з Overland заявив, що противники #GamerGate не ставили перед собою мету дискредитувати класичних геймерів, виставляючи їх маргіналами, а їхня основна мета полягає у викоріненні культури ненависті всередині спільноти до «нетрадиційних груп» гравців і перерозподілу влади всередині ігрової спільноти у відповідності з демографією сучасної ігрової аудиторії.

## Подібні скандали
GamerGate — не єдиний скандал подібного роду в 2013—2014 роках, хоча найбільш відомий і масштабний. Неповний список скандалів, пов'язаний зі звинуваченнями у сексизмі в тих чи інших субкультурах:
- #DongleGate[85][86][87] — скандал навколо нібито сексистських жартів на конференції розробників Python, що відбулася 17 березня 2013 р.;
- #ShirtGate[88] — інцидент, коли один з розробників космічного апарата «Розетта» Метт Тейлор з'явився в одній з телетрансляцій у сорочці з принтом, який дехто з глядачів вважали сексистським;
- #MetalGate[89] — скандал, що почався наприкінці 2014 року зі звинувачень субкультури металістів у сексизмі, гомофобії і «глибоко засілих у них консервативних цінностях» («deep-seated conservative values»). Втім, конфлікт не отримав якогось серйозного розвитку, оскільки (на думку видання MetalSucks) його тема повністю надумана і є не більш ніж спробою авторів сайту Death Metal Underground [Архівовано 9 липня 2019 у Wayback Machine.] прославитися подібно учасникам #GamerGate[90].